# Иоанн (Баташ)
Епископ Иоанн Баташ (араб. يوحنا بطش‎; род. 4 мая 1955, Ан-Нури, Триполи) — епископ Антиохийской православной церкви, епископ Сергиопольский, викарий патриарха Антиохийского.

## Биография
С детства принадлежал к организациям Антиохийского православного молодёжного движения, продолжая состоять в нём до студенческих лет. Из любви к песнопениям и богослужению стал членом церковного хора.
В 1976 году по направлению митрополита Триполийского Илии (Корбана) поступил в Богословскую школу Университета Аристотеля в Салониках, где изучал греческий язык и богословие. Также в годы пребывания в Греции изучал правила византийского песнопения под руководством профессора Талиаодоруса. Окончил курс образования в 1981 году.
23 августа 1981 года был рукоположен во иерея митрополитом Триполийским Илиёй (Корбаном). С 21 февраля 1982 года служил приходским священником. Являлся пастырем и преподавателем религии в национальной православной гимназии святого Илии. 26 января 1986 года был возведён в достоинство архимандрита. В 1988 году создал местную скаутскую организацию, после чего в течение многих лет служил заместителем председателя Национальной скаутской ассоциации Ливана.
С 1989 года он был соучредителем ассоциации «Оазис радости», которая обслуживает людей с особыми потребностями, а также соучредителем городского совета Православной высшей технической школы Бикфтен и православной средней школы имени Богоматери Бекфтанской. Одновременно служил советником епархиального духовного суда первой ступени, а в 2005 году стал его председателем.
5 октября 2017 года решением Священного Синода Антиохийской православной церкви был избран викарным епископом Патриарха Антиохийского.
В ночь с 11 по 12 ноября того же года в Баламандском Успенском монастыре последовала его хиротония во епископа Сергиопольского, викария Патриарха Антиохийского.
3 апреля 2018 года Патриархом Антиохийским Иоанном X назначен местоблюстителем Латакийской митрополии, которая освободилась в связи со смертью митрополита Иоанна (Мансура). Управлял кафедрой до того, как 26 апреля 2018 года синодальным решением был епископ Афанасий (Фахд) избран митрополитом Латакийским.